# Нінтеданіб
Нінтеданіб (англ. Nintedanib, лат. Nintedanibum) — синтетичний лікарський препарат, який належить до групи інгібіторів тирозинкінази. Нінтеданіб застосовується перорально. Нінтеданіб уперше синтезований у лабораторії компанії «Boehringer Ingelheim», та схвалений для клінічного застосування у США в 2014 році, та Європейським агентством з лікарських засобів у 2015 році.

## Фармакологічні властивості
Нінтеданіб — синтетичний лікарський засіб, який належить до групи інгібіторів протеїнтирозинкінази. Механізм дії препарату полягає в інгібуванні ферменту тирозинкінази. Унаслідок цього блокуються низка рецепторів факторів росту клітин, зокрема рецептор фактора росту тромбоцитів α (PDGFR) та рецептор фактора росту тромбоцитів β, рецептори фактора росту фібробластів 1, 2 та 3 та рецептори фактора росту ендотелію судини 1, 2 та 3. Крім того, нінтеданіб інгібує інші кінази, зокрема лімфоцит-специфічну білкова тирозинкіназу, Lyn білкову тирозинкіназу LYN, протоонкогенну білкову тирозинкіназу Src, та рецептор колонієстимулюючого фактора 1. Це спричинює гальмування вивільнення медіаторів фіброзу, пригнічує активацію макрофагів, проліферацію та міграцію фібробластів, перетворення на активний фенотип міофібробластів та секреція позаклітинного матриксу, наслідком чого є гальмування фіброзу органів та зменшення запального процесу. Нінтеданіб також діє безпосередньо на судин, послаблює ремоделювання легеневих судин за рахунок зменшення проліферації клітин гладеньких м'язів судин, зменшує товщину стінок легеневих судин, а також зменшує кількість нефункціонуючих легеневих судин. У зв'язку з антифібротичною дією нінтенданіб застосовується у лікуванні ідіопатичного фіброзуючого альвеоліту та у лікуванні системної склеродермії з ураженням легень. При застосуванні нінтеданібу у хворих ідіопатичним фіброзуючим альвеолітом спостерігалось гальмування зниження життєвої ємності легень у порівнянні з групою плацебо у спостереженнях протягом року. Щоправда, при застосуванні нінтеданібу спостерігаються часті побічні ефекти, найчастішими з яких були нудота, діарея та ішемічний коліт. Нінтеданіб у комбінації з доцетакселом застосовується у лікуванні недрібноклітинного раку легень.

### Фармакокінетика
Нінтеданіб швидко всмоктується після перорального застосування, біодоступність препарату становить 4,7 % у зв'язку з ефектом першого проходження препарату через печінку. Максимальна концентрація препарату в крові досягається протягом 2—4 годин після прийому препарату. Нінтеданіб майже повністю (на 97,8 %) зв'язується з білками плазми крові. Препарат проходить через плацентарний бар'єр та виділяється в грудне молоко. Нінтеданіб метаболізується у печінці з утворенням малоактивного метаболіту. Виводиться препарат із калом у вигляді метаболітів. Період напіввиведення нінтенданібу становить 10—15 годин, цей час може збільшуватися у хворих із значним порушенням функції печінки.

## Покази до застосування
Нінтеданіб застосовують при ідіопатичному фіброзуючому альвеоліті, інших фіброзуючих інтерстиційних захворюваннях легень, системній склеродермії з ураженням легень, недрібноклітинному раку легень у комбінації з доцетакселом при неефективності лікування першої лінії.

## Побічна дія
При застосуванні нінтеданібу побічні ефекти спростерігаються відносно часто, найчастішими з них є нудота і діарея. Іншими побічними ефектами препарату є:
- Алергічні реакції та з боку шкірних покривів — шкірний висип, свербіж шкіри, алопеція.
- З боку травної системи — стоматит, біль у животі, блювання, коліт, панкреатит, порушення функції печінки, перфорація порожнистого органу.
- З боку нервової системи — головний біль, астенія, периферична нейропатія.
- З боку серцево-судинної системи — гіпертензія, тромбоемболія легеневої артерії, підвищена кровоточивість, аневризма або розшарування артерій, інфаркт міокарду.
- З боку дихальної системи — інтерстиційні хвороби легень, задишка.
- Інфекційні ускладнення — сепсис, абсцеси.
- Інші побічні ефекти — ниркова недостатність, зниження маси тіла, зниження апетиту, зневоднення.
- Зміни в лабораторних аналізах — тромбоцитопенія, нейтропенія, лейкопенія, підвищення рівня креатиніну та сечовини в крові, підвищення рівня білірубіну в крові, підвищення рівня активності ферментів печінки в крові, гіпокаліємія.

## Протипокази
Нінтеданіб протипоказаний при підвищеній чутливості до препарату, важких порушеннях функції печінки або нирок, метастазах у головний мозок при вагітності та годуванні грудьми, а також особам у віці до 18 років.

## Форми випуску
Нінтеданіб випускається у вигляді желатинових капсул по 0,1 та 0,15 г.